# Aktivno galaktično jedro
Aktivno galaktično jedro - AGJ (AGN – Active Galactic Nucleus) je kompaktno območje v središču galaksije, ki ima veliko višji izsev v enem izmed območij elektromagnetnega spektra kot običajno, kar nakazuje na to, da izseva ne proizvajajo zvezde. Takšen presežek nezvezdnih emisij so astronomi opazili v radijskih, mikro, infrardečih, optičnih, ultravijoličnih, rentgenskih in gama valovih. Galaksija, v kateri se nahaja AGJ, se imenuje "aktivna galaksija". Nezvezdni izsev iz AGJ-ja naj bi bil rezultat akrecije snovi okoli supermasivne črne luknje v središču galaksije.
Aktivna galaktična jedra so najmočnejši viri elektromagnetnega sevanja v vesolju, torej lahko služijo kot sredstva za odkrivanje oddaljenih teles; njihov razvoj kot funkcija kozmičnega časa postavi tudi omejitve na model vesolja.
Opazovane značilnosti AGJ-jev so odvisne od več značilnosti kot so: masa središčne črne luknje, hitrost akrecije plina na črno luknjo, orientacija akrecijskega diska, količina prahu, ki zastira središče ter prisotnost oziroma odsotnost curkov.
Na podlagi opazovanih lastnosti je definiranih več podvrst AGJ-jev. Med najmočnejše spadajo kvazarji. Blazar pa je AGJ s curkom obrnjenim proti Zemlji, kjer je sevanje curka povečano zaradi relativističnih učinkov.